# Deutsche Welle
Pour les articles homonymes, voir DW.
La Deutsche Welle (DW ; litt. « l'onde allemande » en allemand) est le service international de diffusion de l’Allemagne. Elle diffuse des émissions de radio par ondes courtes, internet et satellite en trente langues ainsi que des programmes de télévision en quatre langues.
La Deutsche Welle émet régulièrement depuis le 3 mai 1953. 
Jusqu’en 2003, elle se situait à Cologne mais a déménagé dans un nouveau bâtiment à Bonn. Les programmes de télévision sont produits à Berlin. Le site web de la Deutsche Welle est édité à Berlin et à Bonn.
Au début des années 2010, la Deutsche Welle touchait plus de 100 millions d’auditeurs et de téléspectateurs contre près de 300 millions en 2021 selon ses propres chiffres.

Son budget annuel pour 2014 s'élève à 271 millions d’euros.

## Histoire
La Deutsche Welle est inaugurée le 3 mai 1953 avec une allocution du président de l’Allemagne de l’Ouest Theodor Heuss. Le 11 juin 1953, les diffuseurs publics de l’ARD signent un accord pour partager la responsabilité de la Deutsche Welle. Au début, elle était contrôlée par la Nordwestdeutscher Rundfunk (NWDR). En 1955, la NWDR se scinde en deux, avec la Norddeutscher Rundfunk (NDR) d’une part et la Westdeutscher Rundfunk (WDR) de l’autre. C’est cette dernière qui hérite de la DW.

### Expansion

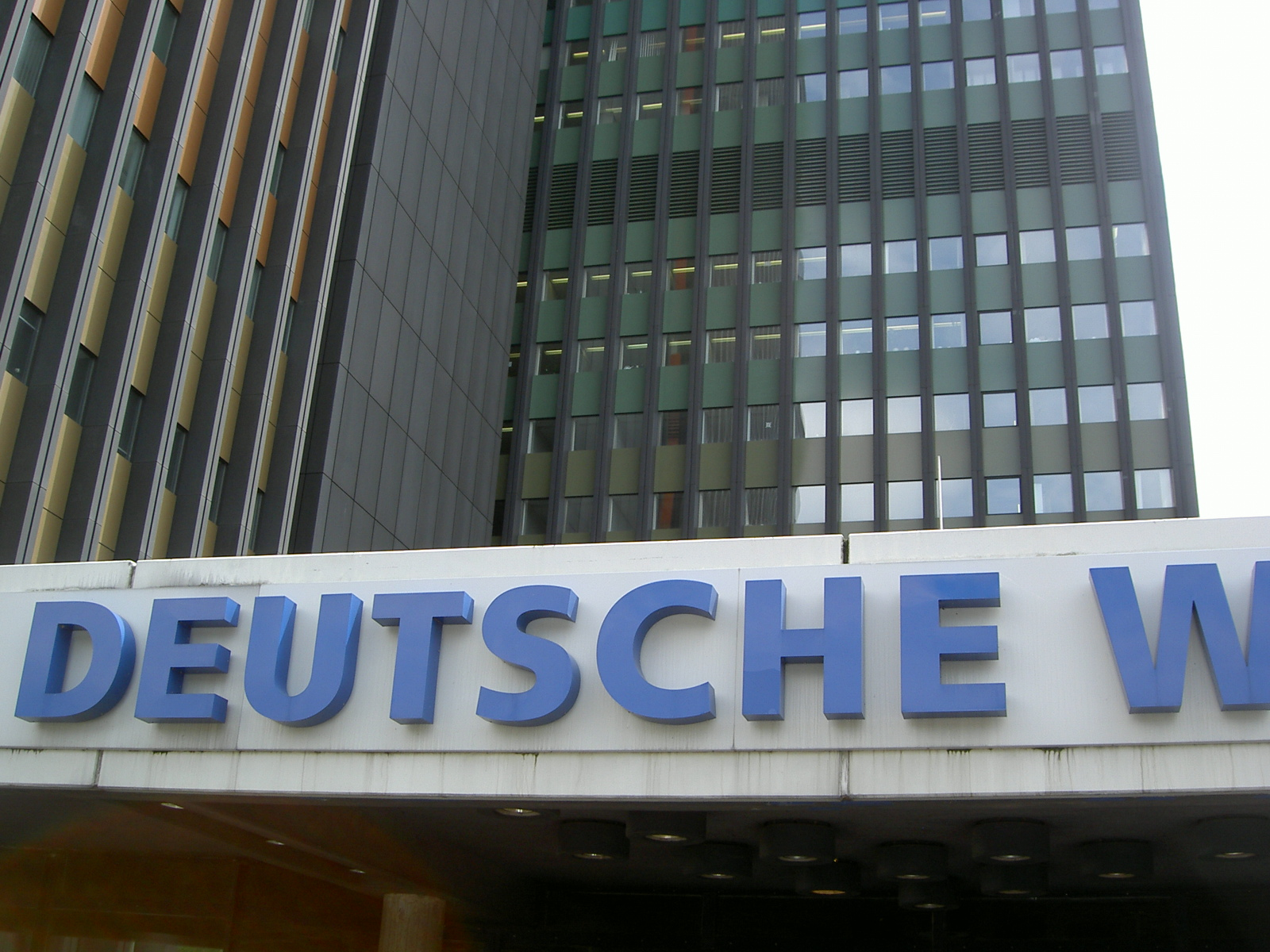
La Deutsche Welle à Cologne

En 1954, la station commence à émettre en anglais, français, espagnol et portugais. En 1960, elle devient un organisme public indépendant qui rejoint l’ARD comme station de diffusion nationale le 7 juin 1962.
En 1962 commence la diffusion de nouvelles langues : persan, turc, russe, polonais, tchèque, slovaque, hongrois et serbo-croate.
L’année suivante apparaissent les programmes en slovène, hausa, indonésien, bulgare, et roumain.
En 1964 et en 1970, d’autres langues arrivent : le grec, l’italien, l’hindi, l’ourdou, le pashtoun et le dari. En 1992 commence la diffusion en albanais.

### La réunification
Avec la réunification de l’Allemagne en 1990, Radio Berlin International (RBI), radio publique de l’Allemagne de l’Est, cesse son existence. Une partie du personnel de RBI rejoint la Deutsche Welle qui hérite d’équipements de RBI, y compris ses fréquences et le matériel d’émission de la station de  Nauen. En 2000 est lancée la diffusion en ukrainien.
RIAS-TV est une chaine de télévision est lancée par le diffuseur de Berlin Ouest Rundfunk im amerikanischen Sektor (Radio in the American Sector) à la mi-1989. La chute du mur de Berlin et la réunification ainsi que la chute d'audience en conséquence qui ont suivi signifient la fermeture de RIAS. Le 1er avril 1992, la Deutsche Welle hérite du matériel de diffusion de RIAS-TV et s’en sert pour lancer une chaîne de télévision par satellite en allemand et en anglais, DW-TW ajoutant un programme en espagnol. En 1995, la chaîne commence à diffuser 24 heures par jour : 12 heures en allemand, 10 en anglais et 2 en espagnol. C’est à ce moment que la DW-TV intègre un nouveau studio et un nouveau logo.
Dès 1994, la Deutsche Welle lance son site internet.

### Les années 2000

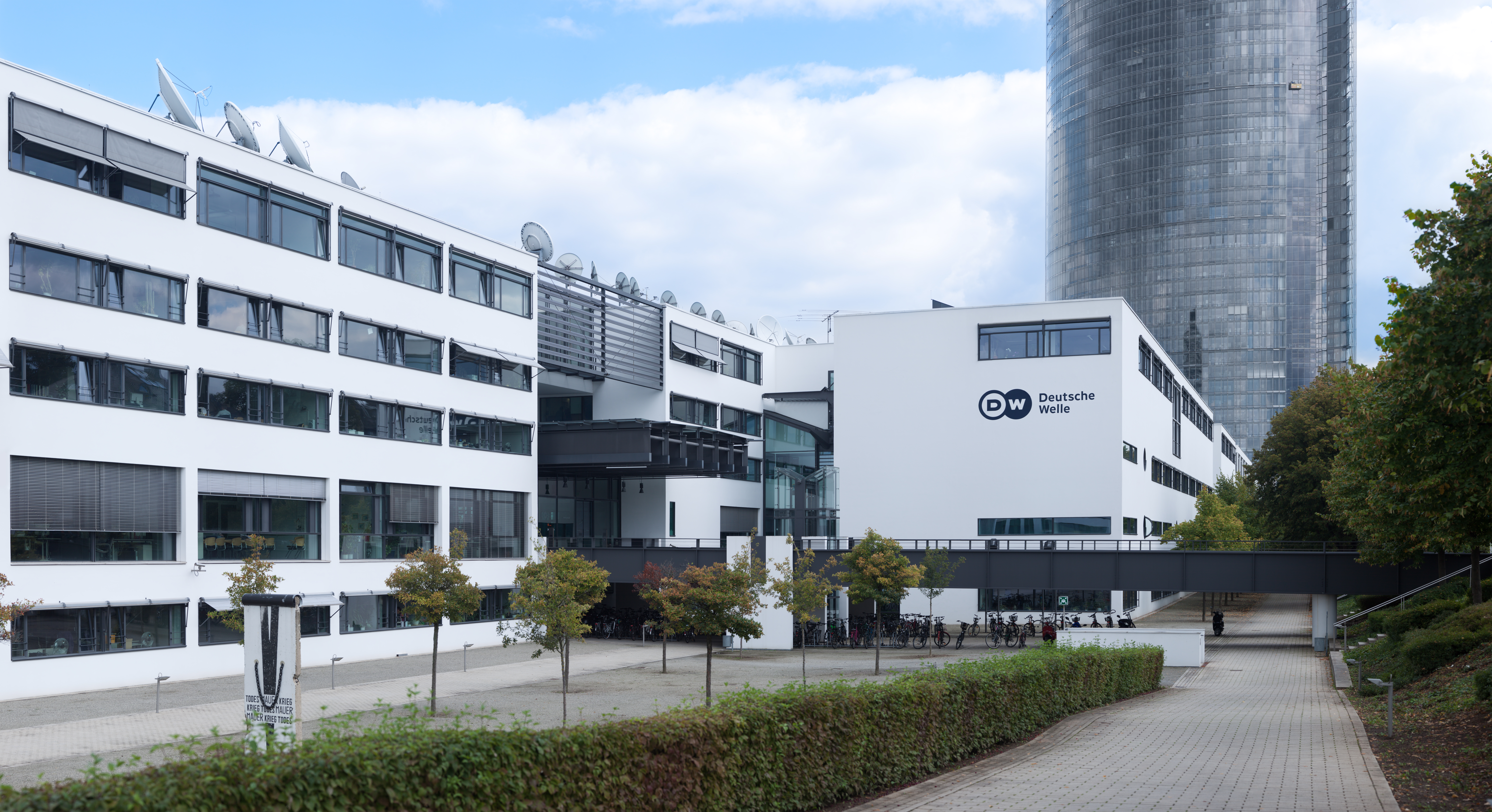
Le local de la Deutsche Welle à Bonn

En 2001, Deutsche Welle rejoint ARD et ZDF pour fonder une télévision payante allemande (German TV) destinée à l’Amérique du Nord, mais le projet échoue en 2005 faute de souscriptions pour financer la chaîne. DW-TV remplace cette chaîne comme service payant aux États-Unis.
Au contraire de beaucoup de diffuseurs internationaux, DW-TV n’utilise pas de stations terrestres pour la diffusion de ses programmes qui sont retransmis par des stations publiques de diffusion, comme aux États-Unis ou en Nouvelle-Zélande.
La Deutsche Welle souffre toujours de coupes financières et d’un manque de personnel[réf. nécessaire]. Son budget a été réduit de 75 millions d’euros en cinq ans, et seuls 1 200 employés restent sur les 2 200 de 1994.
En 2003, le gouvernement allemand a fait passer une loi définissant la Deutsche Welle comme une organisation à trois médias : dw-world.de, DW-TV et DW-RADIO. La même année, la Deutsche Welle déménage à Bonn.

## Émissions

### Radio
La Deutsche Welle diffuse en 30 langues, mais avec une durée d'émission quotidienne variable selon les langues (liste non exhaustive) :
- Albanais : 1 h 30.
- Bengali : 1 h.
- Bulgare : 3 h.
- Français : 1 h 30.
- Polonais : 1 h
- Turc : 2 h
- Ourdou : 1 h 30.

La diffusion est répartie à travers la journée. Ainsi le service francophone émet à deux reprises.

### Télévision
DW-TV diffuse en quatre langues : anglais, arabe, espagnol et russe.
La durée quotidienne de diffusion, avant 2013, s'établissait ainsi :
- Allemand : 12 heures.
- Anglais : 12 heures.
- Arabe : 3 heures.
- Espagnol : 2 heures.

Depuis 2014, chaque chaîne transmet en permanence en sa langue respective. Il n’y a pas de diffusion en français du fait du traité franco-allemand créant Arte.

## Relais pour ondes courtes

### Relais allemands
Cas unique dans le monde de la radiodiffusion internationale, depuis le 1er janvier 2007, la station n'utilise plus d'émetteurs en ondes courtes sur le sol allemand.
Le centre d'émission de Juliers a été démantelé en 2010, et le centre d'émission de Wertachtal a été démantelé en 2014.

### Relais extérieurs
- Trincomalee, Sri Lanka

Trois émetteurs de 250 kW chacun
Vingt antennes
- Kigali, Rwanda

Le site a été détruit à la suite de la guerre civile des années 1990.
Quatre émetteurs de 250 kW chacun. La station ferme le 28 mars 2015
- Sines, Portugal

Trois émetteurs de 250 kW chacun. La station ferme le 30 octobre 2011.

### Relais loués par la Deutsche Welle
La Deutsche Welle loue des relais :
- Émetteur d'Issoudun, France
- Meyerton (en), Afrique du Sud
- Erevan, Arménie
- Dhabbaya, Émirats arabes unis
- Pinheira,  Sao Tomé-et-Principe
- Talata Volonondry, Madagascar (Radio Netherlands)

## Comparaison avec d’autres diffuseurs radio

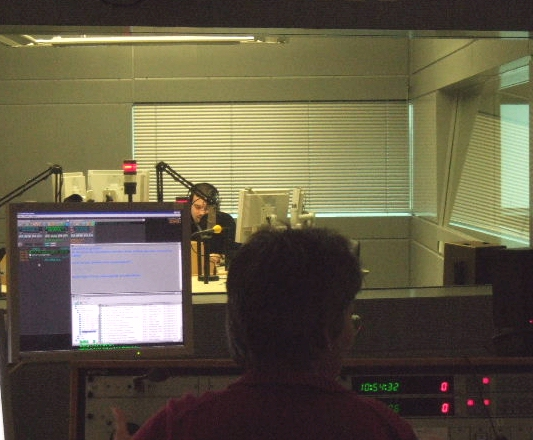
Le studio de Bonn

Durée hebdomadaire de programmes des radios internationales.
|                    | 1950 | 1960 | 1970 | 1980 | 1990          | 1996          |
| ------------------ | ---- | ---- | ---- | ---- | ------------- | ------------- |
| États-Unis         | 497  | 1495 | 1907 | 1901 | 2611          | 1821          |
| Chine              | 66   | 687  | 1267 | 1350 | 1515          | 1620          |
| Royaume-Uni (BBC)  | 643  | 589  | 723  | 719  | 796           | 1036          |
| URSS/Russie        | 533  | 1015 | 1908 | 2094 | 1876          | 726           |
| RDA                | 0    | 315  | 779  | 804  | fin de la RDA | fin de la RDA |
| Égypte             | 0    | 301  | 540  | 546  | 605           | 604           |
| Iran               | 12   | 24   | 155  | 175  | 400           | 575           |
| Inde               | 116  | 157  | 271  | 389  | 456           | 500           |
| Japon              | 0    | 203  | 259  | 259  | 343           | 468           |
| France (RFI)       | 198  | 326  | 200  | 125  | 379           | 459           |
| Pays-Bas           | 127  | 178  | 335  | 289  | 323           | 392           |
| Israel             | 0    | 91   | 158  | 210  | 253           | 365           |
| Turquie            | 40   | 77   | 88   | 199  | 322           | 364           |
| Corée du Nord      | 0    | 159  | 330  | 597  | 534           | 364           |
| Bulgarie           | 30   | 117  | 164  | 236  | 320           | 338           |
| Australie          | 181  | 257  | 350  | 333  | 330           | 307           |
| Albanie            | 26   | 63   | 487  | 560  | 451           | 303           |
| Roumanie           | 30   | 159  | 185  | 198  | 199           | 298           |
| Espagnol           | 68   | 202  | 251  | 239  | 403           | 270           |
| PortugaI           | 46   | 133  | 295  | 214  | 203           | 226           |
| Cuba               | 0    | 0    | 320  | 424  | 352           | 203           |
| Italie             | 170  | 205  | 165  | 169  | 181           | 203           |
| Canada             | 85   | 80   | 98   | 134  | 195           | 175           |
| Pologne            | 131  | 232  | 334  | 337  | 292           | 171           |
| Afrique du Sud     | 0    | 63   | 150  | 183  | 156           | 159           |
| Suède              | 28   | 114  | 140  | 155  | 167           | 149           |
| Hongrie            | 16   | 120  | 105  | 127  | 102           | 144           |
| République Tchèque | 119  | 196  | 202  | 255  | 131           | 131           |
| Nigeria            | 0    | 0    | 62   | 170  | 120           | 127           |
| Yougoslavie        | 80   | 70   | 76   | 72   | 96            | 68            |

Notes
1. USA: cela inclut VOA (992 heures par semaine), RFE/RL (667 hps), Radio Marti (162 hps) – chiffre de 1996.
2. Depuis la dissolution de l’U.R.S.S. en 1991, seules les données concernant la Russie sont prises en compte.
3. 1996 représente la République Tchèque (créée en 1993), les autres années représentent la Tchécoslovaquie.
4. À l’époque de la mise sous presse, le service extérieur de l’Afrique du Sud est menacé et celui du Nigeria a cessé ses activités.
5. La liste inclut près d’un quart des diffuseurs mondiaux dont les fonds sont publics et qui sont diffusés mondialement. Cela exclut Taïwan, le Vietnam, la Corée du Sud et plusieurs stations internationales commerciales ou religieuses.
6. 1996 représente le mois de juin; Pour les autres années, ce sont les données du mois de décembre.

Source: International Broadcast Audience Research, June 1996.

## Directeurs
- 12 octobre 1960 - 29 février 1968 : Dr rer.pol. h.c. Hans Otto Wesemann
- 1er mars 1968 - 29 février 1980 : Walter Steigner
- 1er mars 1980 - 8 décembre 1980 : Conrad Ahlers
- 19 décembre 1980 - 30 juin 1981 : Dr Heinz Fellhauer (interim)
- 1er juillet 1981 - 30 juin 1987 : Klaus Schütz
- 1er juillet 1987 - 30 juin 1989 : Dr Heinz Fellhauer
- 1er juillet 1989 - 31 mars 2001 : Dieter Weirich
- 1er avril 2001 - 30 septembre 2001 : Dr Reinhard Hartstein (interim)
- 1er octobre 2001 - 30 septembre 2013 : Erik Bettermann
- 1er octobre 2013 - présent : Peter Limbourg

## Services de laDeutsche Welle
- DW-RADIO : Diffusion radio en vingt-neuf langues par ondes courtes, satellite et diffusion numérique, avec un service 24 heures sur 24 en allemand et en anglais.
- DW-TV : Diffusion télévisée par satellite principalement en allemand et en anglais, avec des programmes dans d’autres langues.
- DW.com : Site web en trente langues.

## Slogan
- Jusqu'en 2015 : At the Heart of Europe, Aus der Mitte Europas
- Depuis 2015 : Made for minds

## Canada
La chaîne télé est autorisée par le CRTC pour distribution au Canada depuis juillet 1997. Elle est disponible chez la plupart des câblodistributeurs.